# 烏羅拉河

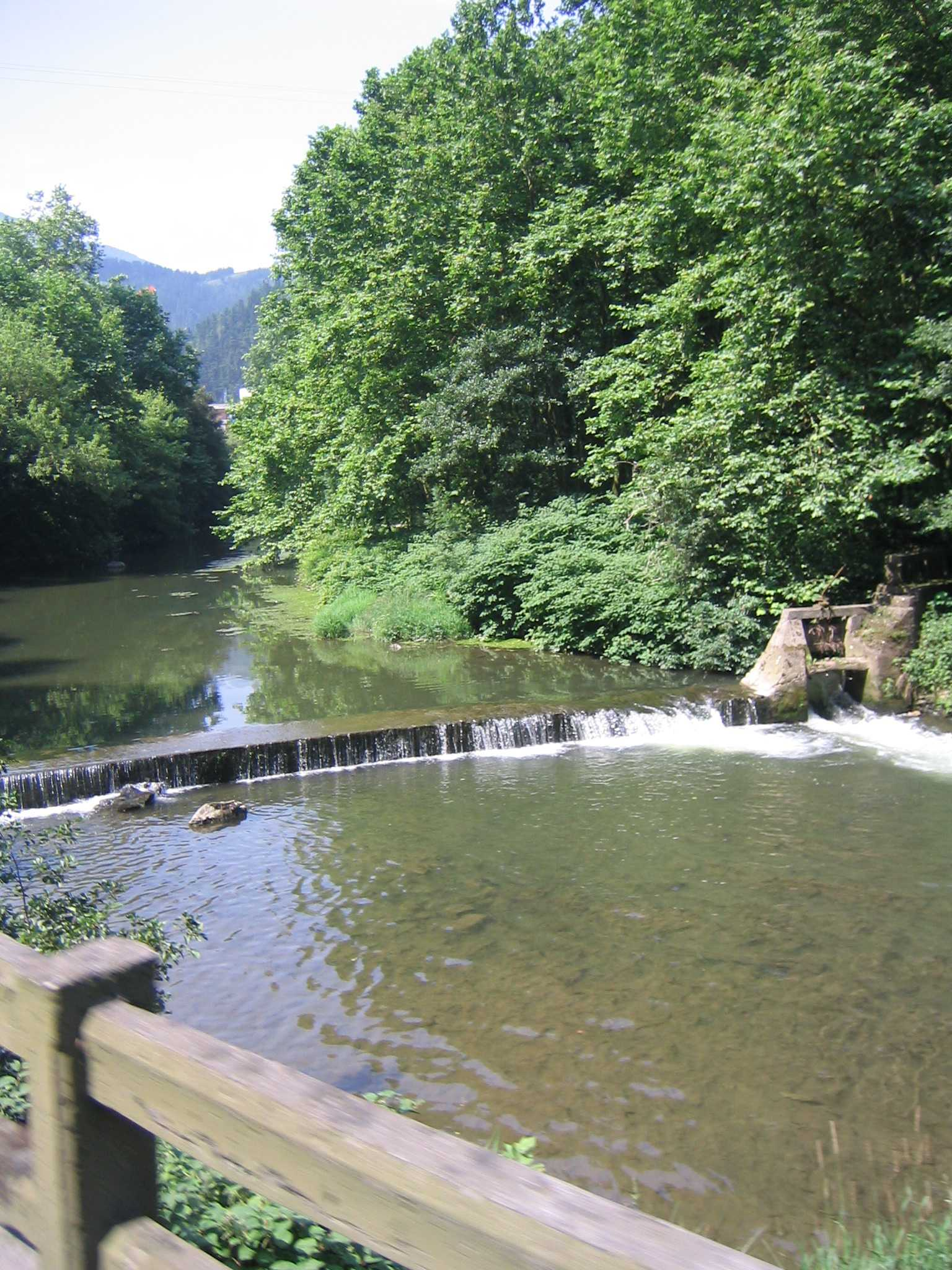
烏羅拉河塞斯托阿鎮段

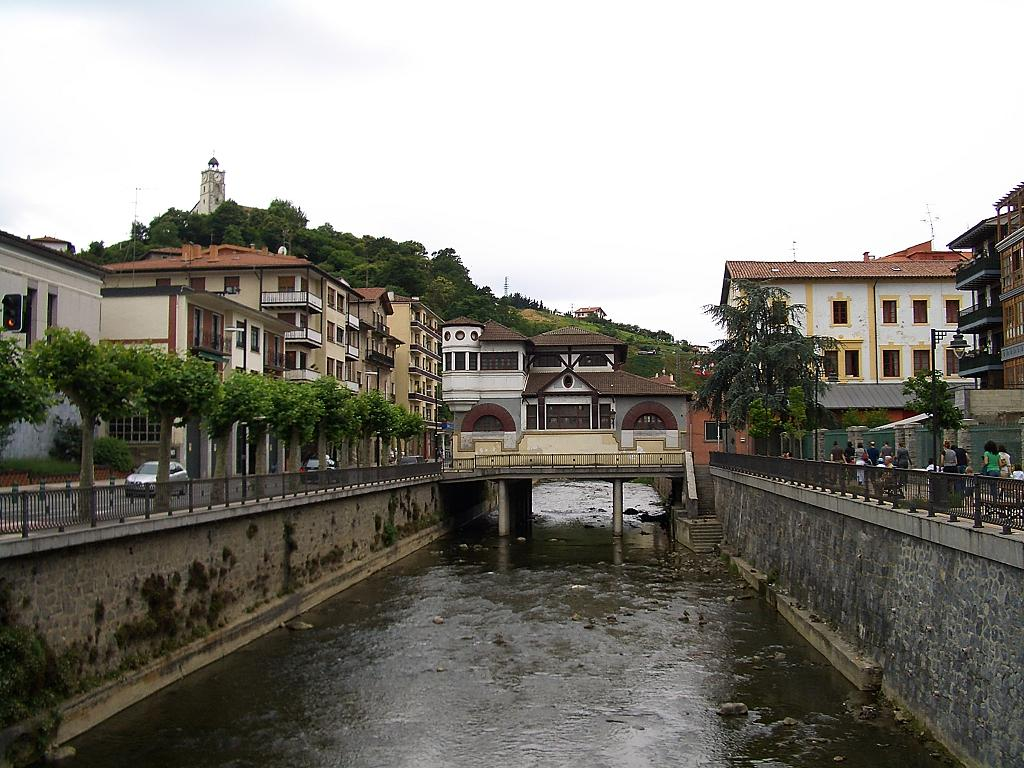
烏羅拉河阿斯科伊蒂亞鎮段

烏羅拉河（西班牙語：Río Urola）是西班牙的河流，流經巴斯克自治區和吉普斯夸省，最終注入坎塔布連海，河道全長59公里，流域面積364平方公里，平均流量每秒7.98立方米。
42°59′25″N 2°19′48″W / 42.99028°N 2.33000°W